# 1-й Белокаменный проезд
Пе́рвый Белока́менный прое́зд — проезд в Восточном административном округе города Москвы на территории Муниципального округа (района) Богородское. Пролегает в национальном парке «Лосиный остров», между Белокаменным шоссе и Яузской аллеей. Нумерация домов состоит из 1 (одного) дома — № 1.

## История
Назван так 29 февраля 1928 года по станции Белокаменная.

## Расположение
Первый Белокаменный проезд находится на территории национального парка Лосиный остров.

Первый Белокаменный проезд пересекает Лосиноостровская улица.

Первый Белокаменный проезд продолжается и после Яузской аллеи, уже как Абрамцевская просека.

## Примечательные места, здания и сооружения

### Водоёмы
Казённый ручей в овражке между Белокаменным шоссе и 1-м Белокаменным проездом.

### Здания
Всего зданий: 1; номер дома — 1.
- Дом № 1:

## Транспорт

### Наземный транспорт
Маршруты наземного транспорта до 1-го Белокаменного проезда:
- Остановка: Учебный центр Минздрава
  - на автобусе № 75 от метро «Сокольники» 10 остановок
  - на автобусах № 75, 822 от метро «Бульвар Рокоссовского» 9 остановок

### Железнодорожный транспорт
- Ближайшие ЖД станции к 1-му Белокаменному проезду:
  - платформа «Белокаменная» Московского центрального кольца.
  - платформа «Яуза»[3]

### Ближайшая станция метро
- Станция метро «Бульвар Рокоссовского»
- Станция метро «Преображенская площадь»
- Станция метро «Сокольники»